# بروتوس تروایی
بروتوس تروایی یا بروتوس بریتانیایی (انگلیسی: Brutus of Troy) در اساطیر بریتانیایی از نسل قهرمان تروایی آینیاس است که در بریتانیای قرن میانه او را نام‌بخش و اولین شاه بریتانیای کبیر می‌دانسته‌اند. بنا بر این روایت، وقتی که تروآ (شهر) گشوده شد، یونانیان دیدند برخلاف خیلی‌ها که می‌خواهند خودشان را نجات بدهند، آینیاس پدرش را به دوش گرفته و بچه‌هایش را به بغل و سعی دارد خانواده‌اش را نجات دهد. آگاممنون دستور داد به او کاری نداشته باشند، و به این ترتیب آینیاس زنده ماند. آینیاس به همراه باقیماندهٔ اهالی تروآ به ایتالیا رفتند و شهر رم را بنیان گذاشتند. بروتوس، یکی از نوادگان آینیاس، بعدها به جزیرهٔ «بریتانیا» مهاجرت کرد.
نخستین اشاره به بروتوس در آثار قرن نهم میلادی دیده می‌شود ولی شناخته‌شده‌ترین روایت از او داستان کامل او در کتاب تاریخچه پادشاهان بریتانیا نوشته وقایع‌نگار قرن دوازدهم میلادی جفری مانموث آمده‌است. بااین‌حال در متون مطالعات کلاسیک نامی از بروتوس نیست و نمی‌توان آن را از این نظر معتبر دانست.